# Эль-Харга
Эль-Ха́рга (масри الخارجة, al-Ḫāriǧa) — город в Египте, административный центр мухафазы Вади-эль-Гедид. Город находится в оазисе Харга.
К северо-востоку от города, недалеко от основной дороги, расположено несколько памятников. Один из немногих уцелевших памятников ахеменидского правления — храм Хибис (от Гибис — «плуг» — древняя столица оазиса). Храм посвящён Фиванской триаде Амон-Ра, Мут и Хонсу. Построенный из местного песчаника, он был заложен преемником Камбиса Дарием I, но завершён при правлении Нектанеба II в IV в. до н. э. Храм стоит в пальмовой роще, за руинами обрядового бассейна и аллеи сфинксов. И хотя в рельефах заметно местное влияние, их содержание традиционно.
Примерно в трёх километрах к северу от современного центра Харги расположен раннехристианский некрополь Багават — один из самых старых и хорошо сохранившихся. Некрополь состоит из 263 гробниц-часовен, построенных на протяжении IV—VII веков н. э. В некоторых часовнях хорошо сохранились росписи, по большей части на ветхозаветные темы.

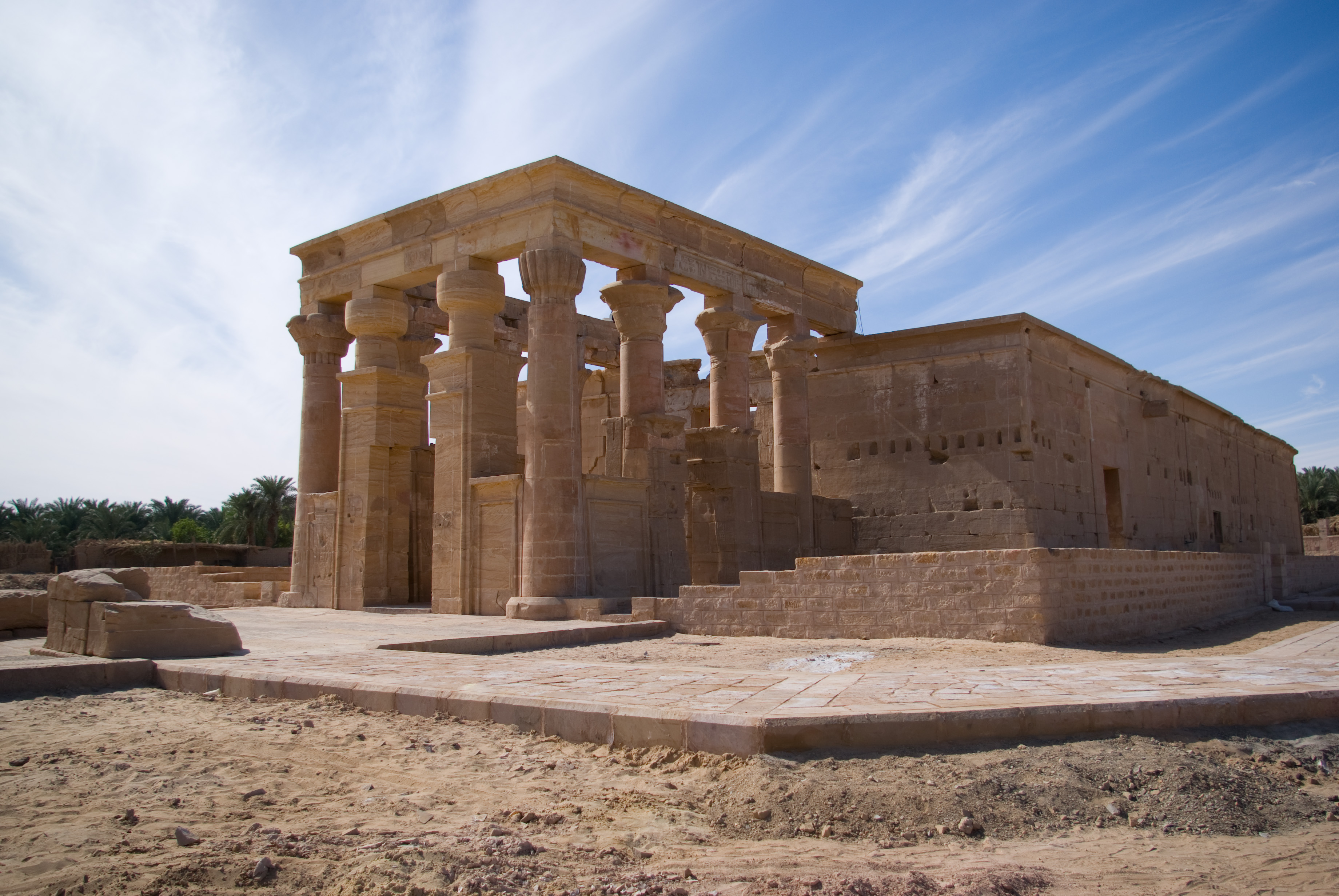
Храм Хибис
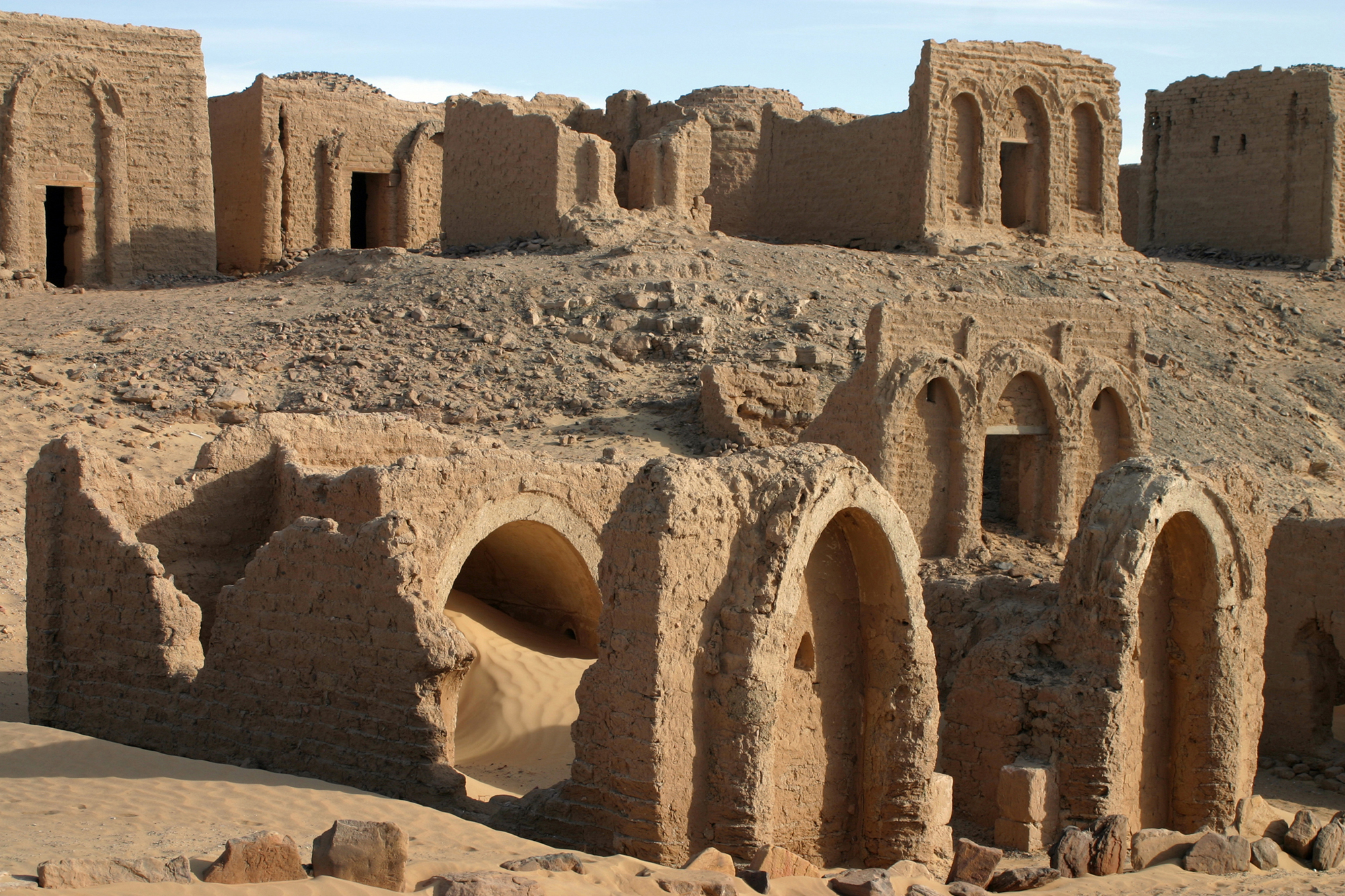
Раннехристианский некрополь Багават
Эль-багават.